# Camposcia retusa
Crabe décorateur
Espèce
Synonymes
- Maia retusa Latreille, 1829[2]

Camposcia retusa, communément nommé Crabe décorateur, est une espèce de crustacés marins de la famille des Inachidae.
Le crabe décorateur est présent dans les eaux tropicales de l'Indo-Pacifique,Mer Rouge incluse. 
La taille de sa carapace est en moyenne de 3 cm et de 10 cm avec les pattes.